# Schroederichthys maculatus
Espèce
Répartition géographique
Statut de conservation UICN

 LC  : Préoccupation mineure
Schroederichthys maculatus est une espèce de requins.